# Liste der Bodendenkmäler in Friedenfels
Auf dieser Seite sind die Bodendenkmäler in der Oberpfälzer Gemeinde Friedenfels zusammengestellt. Diese Tabelle ist eine Teilliste der Liste der Bodendenkmäler in Bayern. Grundlage ist die Bayerische Denkmalliste, die auf Basis des Bayerischen Denkmalschutzgesetzes vom 1. Oktober 1973 erstmals erstellt wurde und seither durch das Bayerische Landesamt für Denkmalpflege geführt wird. Die folgenden Angaben ersetzen nicht die rechtsverbindliche Auskunft der Denkmalschutzbehörde.

## Bodendenkmäler in Friedenfels
| Lage                      | Objekt | Akten-Nr.     | Bild           |
| ------------------------- | --- | ------------- | -------------- |
| (Standort)                | Mesolithische Freilandstation. | D-3-6138-0020 |                |
| (Standort)                | Spätpaläolithische Freilandstation. | D-3-6138-0021 |                |
| (Standort)                | Spätpaläolithische und mesolithische Freilandstation. | D-3-6138-0022 |                |
| (Standort)                | Spätpaläolithische Freilandstation. | D-3-6138-0053 |                |
| Kolpingplatz 5 (Standort) | Archäologische Befunde der frühen Neuzeit im Bereich des Schlosses und der katholischen Kirche Mariä Empfängnis in Friedenfels, darunter die Spuren von Vorgängerbauten bzw. älterer Bauphasen. | D-3-6138-0098 | weitere Bilder |